# クリスティアン・バソゴグ
クリスティアン・ムガング・バソゴグ（Christian Mougang Bassogog、1995年10月18日 - ）は、カメルーン・ドゥアラ出身のサッカー選手。カメルーン代表。MKEアンカラギュジュ所属。カメルーン代表。ポジションはフォワード。

## 経歴
アフリカネイションズカップ2017では準決勝のガーナ戦でゴールを挙げるなど活躍し優勝に貢献、自身も大会MVPに選ばれた。

## 代表歴

### 出場大会
- カメルーン代表
  - 2022 FIFAワールドカップ

### 試合数
- 国際Aマッチ 51試合 8得点（2016年-2024）[1]

| カメルーン代表 | 国際Aマッチ | 国際Aマッチ |
| 年             | 出場        | 得点        |
| -------------- | ----------- | ----------- |
| 2016           | 1           | 0           |
| 2017           | 17          | 2           |
| 2018           | 3           | 2           |
| 2019           | 9           | 1           |
| 2020           | 2           | 0           |
| 2021           | 5           | 2           |
| 2022           | 7           | 0           |
| 2023           | 0           | 0           |
| 2024           | 7           | 1           |
| 通算           | 51          | 7           |

### 得点
| #  | 開催日        | 会場           | 対戦国     | スコア | 結果 | 試合概要                           |
| -- | ------------- | -------------- | ---------- | ------ | ---- | ---------------------------------- |
| 1. | 2017年2月2日  | フランスヴィル | ガーナ     | 2–0    | 2–0  | アフリカネイションズカップ2017     |
| 2. | 2018年3月25日 | クウェート市   | クウェート | 2–0    | 3–1  | 親善試合                           |
| 3. | 2018年3月25日 | クウェート市   | クウェート | 3–0    | 3–1  | 親善試合                           |
| 4. | 2019年3月23日 | ヤウンデ       | コモロ     | 2–0    | 3–0  | アフリカネイションズカップ2019予選 |

## タイトル

### クラブ
上海申花
- 中国FAカップ: 2023

### 代表
カメルーン
- アフリカネイションズカップ: 2017[2]

### 個人
- アフリカネイションズカップ2017ベスト18

- アフリカネイションズカップ2017MVP [3][4]